# Platanthera amabilis
Platanthera amabilis là một loài thực vật có hoa trong họ Lan. Loài này được Koidz. miêu tả khoa học đầu tiên năm 1917.